# بیل گانستون
بیل گانستون (انگلیسی: Bill Gunston; ۱ مارس ۱۹۲۷ – ۱ ژوئن ۲۰۱۳) نویسنده، روزنامه‌نگار، و خلبان اهل بریتانیا بود.